# Stanisław Wyżykowski (muzyk)
Stanisław Wyżykowski (ur. 3 maja 1927 w Haczowie) – polski skrzypek, lirnik, lutnik, prekursor i odtworzyciel liry korbowej w Polsce. „Mistrz z Haczowa”, laureat Nagrody Kolberga w 2023.

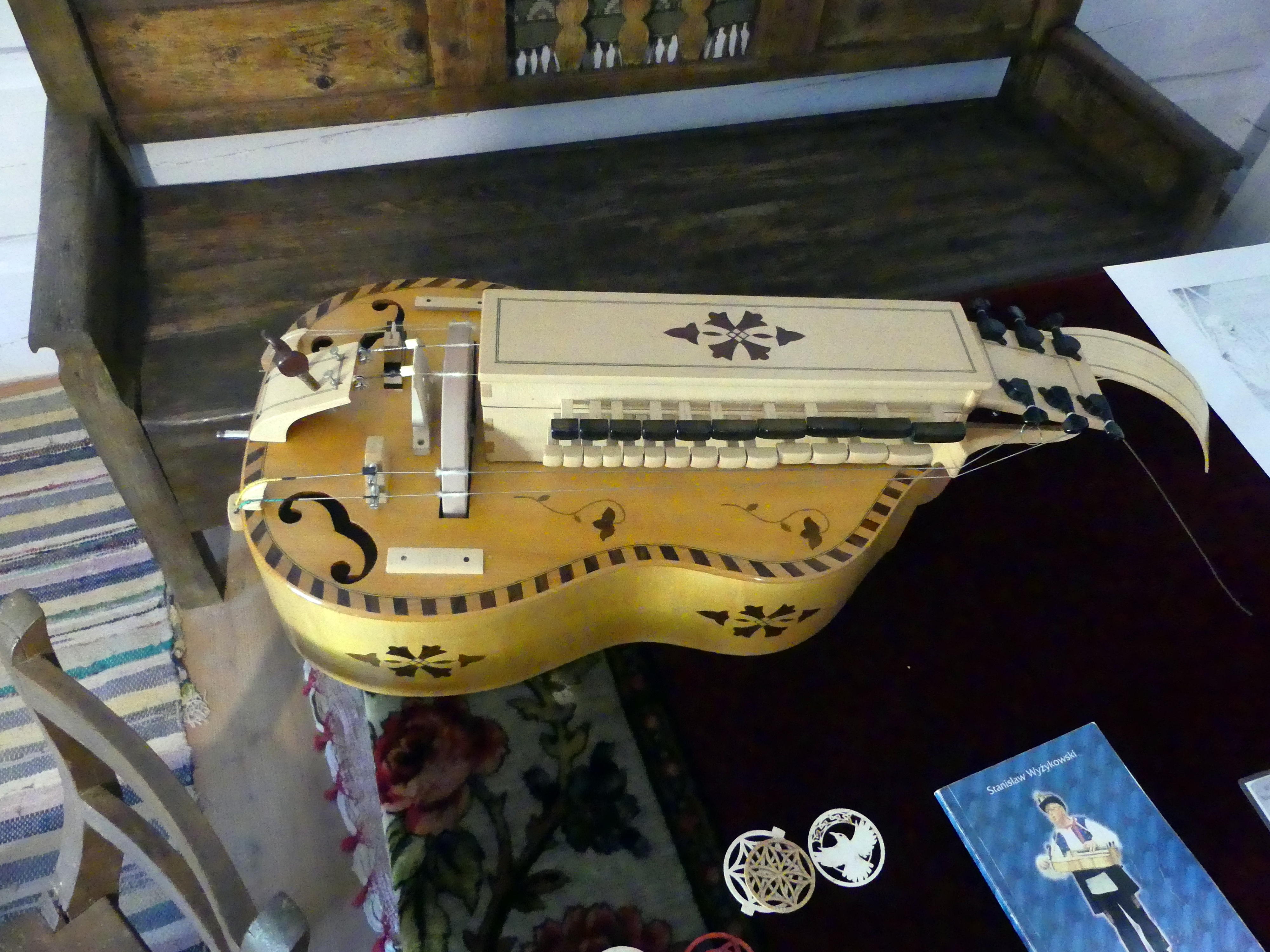
Lira korbowa wykonana przez Stanisława Wyżykowskiego

## Życiorys
Urodził się 3 maja 1927 w Haczowie. Jego dziadek grał na skrzypcach, kontrabasie i cymbałach; ojciec był rolnikiem, stolarzem, lutnikiem, wszechstronnym muzykiem oraz introligatorem. Notacji muzycznej uczył się w dzieciństwie u sąsiada Jana Rosenbagiera. W tym okresie samodzielnie uczył się gry na skrzypcach, podkradając je ojcu. Naukę budowy instrumentów rozpoczął w czasie okupacji – stolarki nauczył się od ojca, chodził po wsiach, skupował zepsute instrumenty, naprawiał je i sprzedawał. Po wojnie, w 1946 zapisał się na czteroletni kurs gry na skrzypcach w szkole muzycznej w Krośnie; ukończył go w ciągu dwóch lat. Od 1954 pracował jako stolarz w spółdzielni Wyzwolenie w Krośnie, następnie od 1965 – w Krośnieńskiej Hucie Szkła. Pierwszą lirę korbową zbudował w 1967.
Od 1965 koncertował z Kapelą Stachy. W latach 1983–1986 zajmował się naprawą instrumentów smyczkowych i gitar. W 1986 roku przeszedł na emeryturę i zajął się projektowaniem i konstruowaniem lir korbowych. Jego liry korbowe prezentują szeroki wachlarz rozwiązań konstrukcyjnych, od historycznych, przez tradycyjne do innowacyjnych. Prowadzi działalność edukacyjną. Jego uczniami są lutnicy Jan Malisz z Męciny Małej, Stanisław Nogaj ze Starej Wsi, Lucjan Kościółek z Krasnego i Andrzej Staśkiewicz z Kadzidła.
Wykonane przez niego liry korbowe były prezentowane na wystawach czasowych m.in. w Muzeum Podkarpackim w Krośnie (2008), na zamku w Baranowie Sandomierskim (2008), w Muzeum Wsi Radomskiej (2009) i w Muzeum Kultury Ludowej w Węgorzewie (2009). Wykorzystano je podczas premierowego pokazu filmu Pan Tadeusz oraz podczas nagrania ścieżki dźwiękowej do filmów Ogniem i mieczem oraz Wrota Europy.

## Nagrody
- Nagroda za rękodzieło w III Ogólnopolskim Konkursie na Budowę Ludowych Instrumentów Muzycznych organizowanym przez Muzeum Ludowych Instrumentów Muzycznych w Szydłowcu (1995) [10]
- Tytuł Indywidualności Roku 1997 Regionu Brzozowskiego (1997)[11]
- Nagroda II Stopnia im. Franciszka Kotuli przyznana przez Muzeum Etnograficzne im. F. Kotuli w Rzeszowie (1999)[11]
- Nagroda za rękodzieło w IV Ogólnopolskim Konkursie na Budowę Ludowych Instrumentów Muzycznych, organizowanym przez Muzeum Ludowych Instrumentów Muzycznych w Szydłowcu (2005)[2]
- Nagroda za innowacje w budowie ludowych instrumentów muzycznych w Ogólnopolskim Konkursie na Budowę Ludowych Instrumentów Muzycznych, organizowanym przez Muzeum Ludowych Instrumentów Muzycznych w Szydłowcu (2016)[2]
- Nagroda im. Oskara Kolberga (2023)[2]

## Publikacje
- Stanisław Wyżykowski, Lirnik z Haczowa, Krosno: "Nonparel", 2000, ISBN 978-83-911936-5-5. Brak numerów stron w książce